# مقاطعة انتلوبوخ
مقاطعة انتلوبوخ (بالألمانية: Wahlkreis Entlebuch) هي واحدة من مقاطعات كانتون لوتسيرن في سويسرا. تبلغ مساحتها 424.43 كيلومتر مربع، ويُقدر عدد سكانها بـ 23248 نسمة (في سنة 2015). عاصمتها هي مدينة شوبفايم.

## البلديات
| الشعار | اسم البلدية | اسم البلدية | عدد السكان (2015) | المساحة (كم²) |
| الشعار | بالعربية    | بالألمانية  | عدد السكان (2015) | المساحة (كم²) |
| ------ | ----------- | ----------- | ----------------- | ------------- |